# Nils Voss
Nils Knutsen Voss, senare Repål, född 22 februari 1886, död 7 oktober 1969, var en norsk gymnast.
Voss tävlade för Norge vid olympiska sommarspelen 1912 i Stockholm, där han var med och tog guld i lagtävlingen i fritt system. 